# Yakima (rzeka)
Yakima – rzeka w Stanach Zjednoczonych, dopływ Kolumbii, w stanie Waszyngton, przepływająca przez hrabstwa Kittitas, Yakima i Benton.
Rzeka wypływa z jeziora Keechelus w Górach Kaskadowych i płynie w kierunku południowo-wschodnim do ujścia na rzece Kolumbia, nieopodal miasta Richland. Długość rzeki wynosi 346 km (215 mil), a powierzchnia zlewni – 15 941 km² (6155 mi²).
W dolinie rzeki wybudowany został rozległy system irygacyjny. Główne miasta położone nad rzeką to Yakima, Richland i Ellensburg.